# Долений Поток
Долений Поток (словен. Dolenji Potok) — поселення в общині Костел, регіон Південно-Східна Словенія, Словенія. Висота над рівнем моря: 260,7 м.